# Leif Johansson
Leif Johansson (ur. 3 czerwca 1952) – szwedzki tenisista.
Jako zawodowy tenisista startował w latach 1969–1976. Występował głównie w szwedzkich turniejach i Pucharze Davisa, chociaż w 1974 roku zagrał w wielkoszlemowych French Open i Wimbledonie, osiągając w obu imprezach II rundę.
W Pucharze Davisa zadebiutował w maju 1974 roku w meczu z Polską, w swoim pierwszym pojedynku pokonując Wojciecha Fibaka. Uległ później Tadeuszowi Nowickiemu, ale był to jedyny punkt stracony przez Szwedów w całym meczu. Wystąpił także w meczach z Holandią (Szwecja zwyciężyła 4:1, a Johansson wygrał jeden mecz i jeden przegrał) i Włochami (przegrał z Adriano Panattą i Paolo Bertoluccim, Włosi wygrali rywalizację 3:2).
W rankingu gry pojedynczej Johansson najwyżej był na 51. miejscu (23 sierpnia 1973).
Jego synem jest tenisista Joachim Johansson, półfinalista gry pojedynczej US Open z 2004 roku.